# Amasi (gastronomia)
L'amasi è una bevanda prodotta in Sudafrica.

## Descrizione
Si ricava facendo fermentare in una zucca zucca a fiasco il latte di vacca Nguni o, più raramente, quello caprino. Tale procedimento conferisce al prodotto un sapore acido. L'amasi viene spesso consumato con il porridge di mais (pap).

## Storia
L'alimento ha origini antichissime. Per secoli è stato preparato dagli tsonga della regione di Limpopo. Oggi l'amasi è prodotto industrialmente ed è reperibile nei punti vendita. Tra i fattori del suo successo contribuisce la sua fama di probiotico.